# Aéroport international Inca Manco Cápac
Pour les articles homonymes, voir JUL.
L'aéroport international Inca Manco Cápac (code IATA : JUL • code OACI : SPJL) est un aéroport situé à Juliaca, au Pérou. Il est à une heure de route de la ville de Puno et du Lac Titicaca. L'aéroport a été nommé en l'honneur de Manco Cápac, premier empereur Inca.

## Situation
Situé à une altitude de 3 826 mètres, c'est un des aéroports dont l'altitude est la plus élevée au monde.
| Andahuaylas Anta Arequipa Ayacucho Cajamarca Chiclayo Cuzco Iquitos Jaén Jauja Juliaca Lima Piura Pucallpa Puerto · Maldonado Tacna Talara Tarapoto Tingo María Trujillo Tumbes |

## Statistiques
Pour des raisons techniques, il est temporairement impossible d'afficher le graphique qui aurait dû être présenté ici.

Voir la requête brute et les sources sur Wikidata.

## Compagnies et destinations
| Compagnies       | Destinations   |
| ---------------- | -------------- |
| LATAM Perú       | Lima-J. Chávez |
| Sky airline Peru | Lima-J. Chávez |

Édité le 20/10/2017  Actualisé le 11/12/2023